# Koprofauna

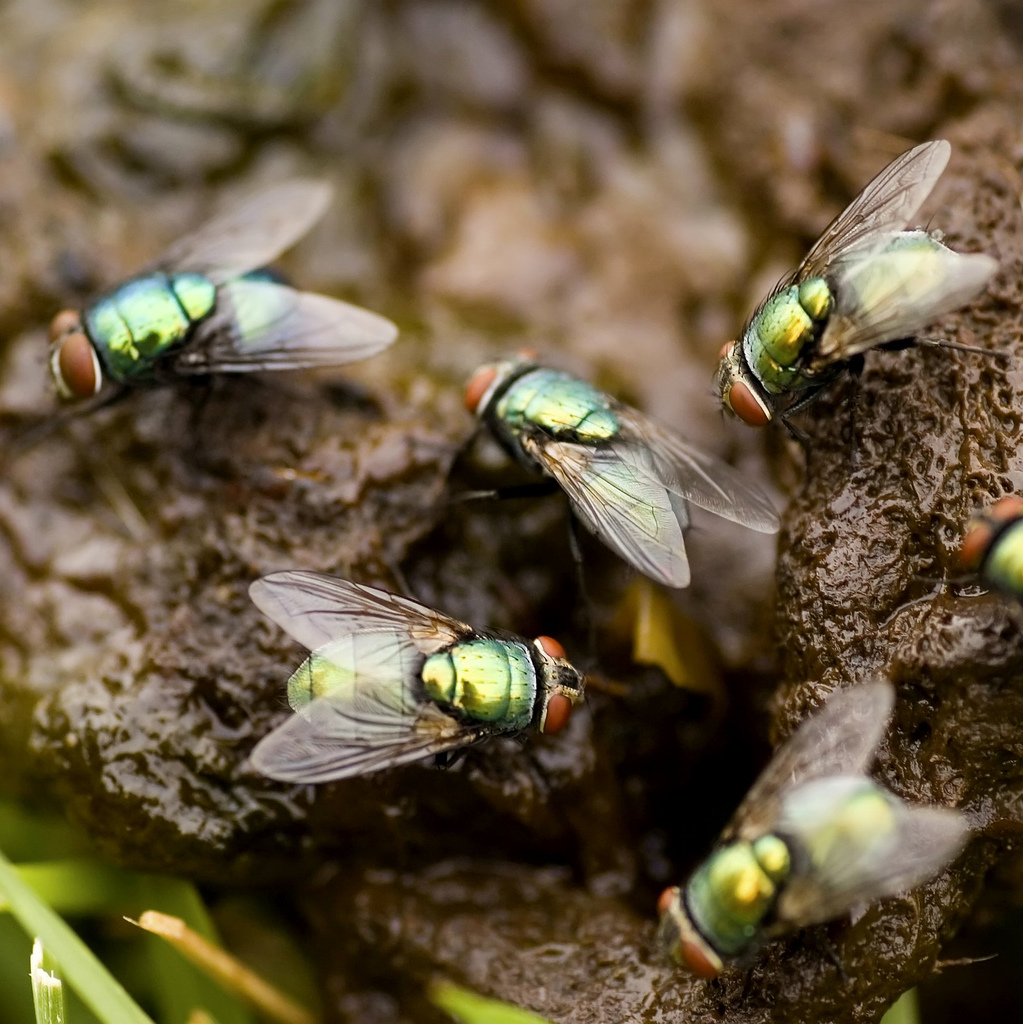
Muchy na odchodach bydlęcych

Koprofauna (gr. copros – kał; łac. faunus – bóg pasterzy) – gatunki zasiedlające odchody zwierząt. Należą tu liczne pajęczaki (roztocze), owady: chrząszcze (skarabeusz, żuk gnojarz, plug, gomolatka), muchówki. Szczególnie liczna koprofauna występuje w odchodach zwierząt kopytnych (np. krowy). W odchodach krowich, ze względu na malejącą wilgotność, obserwuje się sukcesję zgrupowań koprofagicznych.